# Bernie Nolan
Bernie Nolan, właśc. Bernadette Therese Nolan (ur. 17 października 1960 w Dublinie, zm. 4 lipca 2013 w Surrey) – irlandzka aktorka i wokalistka zespołu The Nolans.

## Filmografia
- 1984: The Bill jako sierżant Sheelagh Murphy
- 1987: ChuckleVision jako matka